# Monseñor Nouel (província)
Monseñor Nouel é uma província da República Dominicana. Sua capital é a cidade de Bonao.
Foi baptizado em homenagem ao Dr. Monsenhor Adolfo Alejandro Nouel, Arcebispo de Santo Domingo e Presidente da República Dominicana 1912-1913.
As principais atividades económicas da província são a agricultura e a mineração. A província alberga a mineração de ferroníquel, a principal atividade de mineração de metais do país atualmente. Os principais produtos agrícolas da província são o arroz, o café e o cacau. A pecuária leiteira também é importante.